# Trypeticus viennai
Trypeticus viennai är en skalbaggsart som beskrevs av Kanaar 2003. Trypeticus viennai ingår i släktet Trypeticus och familjen stumpbaggar. Inga underarter finns listade i Catalogue of Life.